# Rezerwat przyrody Kamera
Kamera – leśno-florystyczny rezerwat przyrody utworzony w 1995 r. w miejscowości Smarżowa, w województwie podkarpackim. Powstał w celu ochrony skupiska rzadkiej kłokoczki południowej oraz zespołu żyznej buczyny karpackiej.

## Położenie
Rezerwat znajduje się w Smarżowej, w gminie Brzostek, w powiecie dębickim, w województwie podkarpackim. Jest zlokalizowany na terenie otuliny Czarnorzecko-Strzyżowskiego Parku Krajobrazowego, na Obszarze Chronionego Krajobrazu Pogórza Strzyżowskiego, w oddziałach 180a, b, c, ~a, ~b, 181a, ~b, 183 a ~c Leśnictwa Brzostek, w Obrębie Dębica Nadleśnictwa Dębica. Ma powierzchnię 37,39 ha (pierwotnie 38,01 ha).
„Kamera” położona jest w zachodniej części Pogórza Strzyżowskiego, na północny zachód od pasma Klonowej Góry. Zajmuje jedno z wyższych wzniesień nazywane Bania, o wysokości 421 m n.p.m., obejmuje jego partie szczytowe i stoki do wysokości ok. 300 m n.p.m. Nie przebiega tędy żaden wyznaczony szlak.
Nazwą Kamera w okresie zaborów określano lasy państwowe. Obecnie stanowi ona nazwę urzędową lasu położonego między Smarżową a Wolą Brzostecką wg PRNG (identyfikator 48883). Część lasu Kamery na południe od Smarżowej, w granicach rezerwatu, nosi natomiast urzędową nazwę Las Smarzowski (identyfikator 260425).
Dla rezerwatu nie wyznaczono otuliny.

## Przyroda
„Kamera” to rezerwat częściowy, którego głównym przedmiotem ochrony jest kompleks leśny z naturalnym skupiskiem kłokoczki południowej, na Pogórzu Strzyżowskim osiągającej północną granicę występowania. Mimo że jest to roślina ciepłolubna, zwykle rosnąca na stokach i zboczach o ekspozycji południowej, zajęła także stok północny, co stanowi ewenement. Rosnące na terenie rezerwatu, na działce nr 726, krzewy kłokoczki, zarządzeniem Nr 2/87 Wojewody Tarnowskiego z dnia 26 lutego 1987 roku zostały ustanowione pomnikami przyrody.
Ochrona objęła także skupisko żyznej buczyny karpackiej w formie podgórskiej z innymi cennymi, rzadkimi gatunkami roślin. Warstwę drzew tworzy jodła z udziałem buka i domieszką jawora, a warstwę krzewów – podrost jodłowy i bukowy. Runo jest słabo wykształcone, zajmuje jedynie 10% powierzchni – jest to spowodowane stosunkowo młodym wiekiem (około 30–40 lat) i zwarciem warstwy drzew. Tworzą je głównie bluszcz pospolity, nerecznica samcza i młode jodły, buki oraz jarzęby. W głównym starodrzewie bukowym niektóre drzewa osiągnęły rozmiary zbliżone do pomnikowych.
W południowej części występuje łęg podgórski oraz grąd niski. Tutaj rosną m.in.: wawrzynek wilczełyko, widłak goździsty, buławnik mieczolistny i bluszcz pospolity.
Na terenie rezerwatu można liczne gatunki ssaków łownych i ptaków, m.in. jastrzębie i myszołowy.